# Autonomie territoriale

Pays intégrant au moins une région autonome.

De nombreux États ont attribué à des entités territoriales subétatiques en leur sein une autonomie territoriale, c'est-à-dire des compétences plus larges que ce qui est habituellement considéré comme du domaine de la décentralisation administrative. Cela peut aller de statuts spécifiques pour des territoires peuplés de minorités ethniques à des systèmes de type fédéral. Un autre type d'autonomie, éventuellement cumulable avec le premier, est l'autonomie nationale-culturelle, ou autonomie non-territoriale, une option généralement défendue par les partis ethniques.
La théorisation de ces alternatives à l'indépendantisme a notamment fait l'objet de nombreux écrits et débats à partir de la fin du XIXe siècle au sein des mouvements socialistes dans les empires multinationaux et pluriethniques d'Autriche-Hongrie (les austromarxistes), d'Allemagne (controverses entre le Parti social-démocrate allemand, le Parti socialiste polonais de Józef Piłsudski et la Social-démocratie du Royaume de Pologne et de Lituanie de Rosa Luxemburg et Leo Jogiches) et de Russie (controverses entre le Parti ouvrier social-démocrate de Russie et le Bund), ainsi qu'en Belgique.
Par la suite, divers organismes internationaux comme la Société des Nations, l'Organisation des Nations unies ou le Conseil de l'Europe ont mis sur pied des conventions internationales visant à protéger les divers types de minorités. Le Conseil de l'Europe par exemple demande à ses membres signataires d'une convention de ce type de lui remettre des rapports annuels qui sont débattus contradictoirement avec des représentants d'autres États et des minorités concernées.

## Applications historiques du principe d'autonomie territoriale
- France : Union française, Communauté française.
- Union soviétique : républiques socialistes soviétiques autonomes.
- Yougoslavie : Six républiques socialistes et deux provinces autonomes rattachées à la république socialiste de Serbie.

## Applications contemporaines du principe d'autonomie territoriale
- République populaire de Chine : Régions autonomes et régions administratives spéciales
- Espagne : communautés autonomes, villes autonomes (Ceuta et Melilla)
- États-Unis : territoires non-incorporés (Commonwealth, États libres associés), à ne pas confondre avec les territoires non-organisés
- Finlande : province autonome
- France : collectivité territoriale de Corse, collectivités d'outre-mer, pays d'outre-mer, Nouvelle-Calédonie
- Indonésie : autonomie régionale (provinces, kabupaten et kota), autonomie spéciale (province d'Aceh et Nouvelle-Guinée occidentale)
- Italie : régions autonomes à statut spécial
- Nouvelle-Zélande : État en libre association
- Panama : comarcas (régions autonomes indigènes)
- Portugal : Régions autonomes
- Royaume-Uni : nations, pays
- Russie : républiques, districts autonomes, oblasts autonomes, villes fédérales
- Serbie : provinces autonomes (Voïvodine, Kosovo)

## Avis d'Eva Herzer sur l'autonomie de la région autonome du Tibet (Chine)
Dans un rapport publié en 2002,Eva Herzer, présidente du Centre pour la justice au Tibet, répertorie 34 de ces autonomies territoriales, et affirme que la région autonome du Tibet (RAT) ne bénéficie pas d’un statut de réelle autonomie : « Le gouvernement de la RAT n’octroie pas une réelle autogestion aux Tibétains. Il y a plusieurs raisons à cet état de fait. Premièrement, le gouvernement de la RAT contrôle peu de pouvoirs gouvernementaux. Même ces pouvoirs sont contrôlés in fine par le gouvernement central de la république populaire de Chine (RPC). Deuxièmement, le gouvernement de la RAT est contrôlé par des membres du Parti communiste de la RPC, dont beaucoup sont des Chinois. Troisièmement, les politiques du Parti communiste sont fondées sur une philosophie athée qui n'est pas compatible avec la culture tibétaine. La base structurelle de la RAT est donc telle qu'une autogouvernance tibétaine authentique est pratiquement impossible. ».